# 阿尔弗雷多·克劳斯礼堂

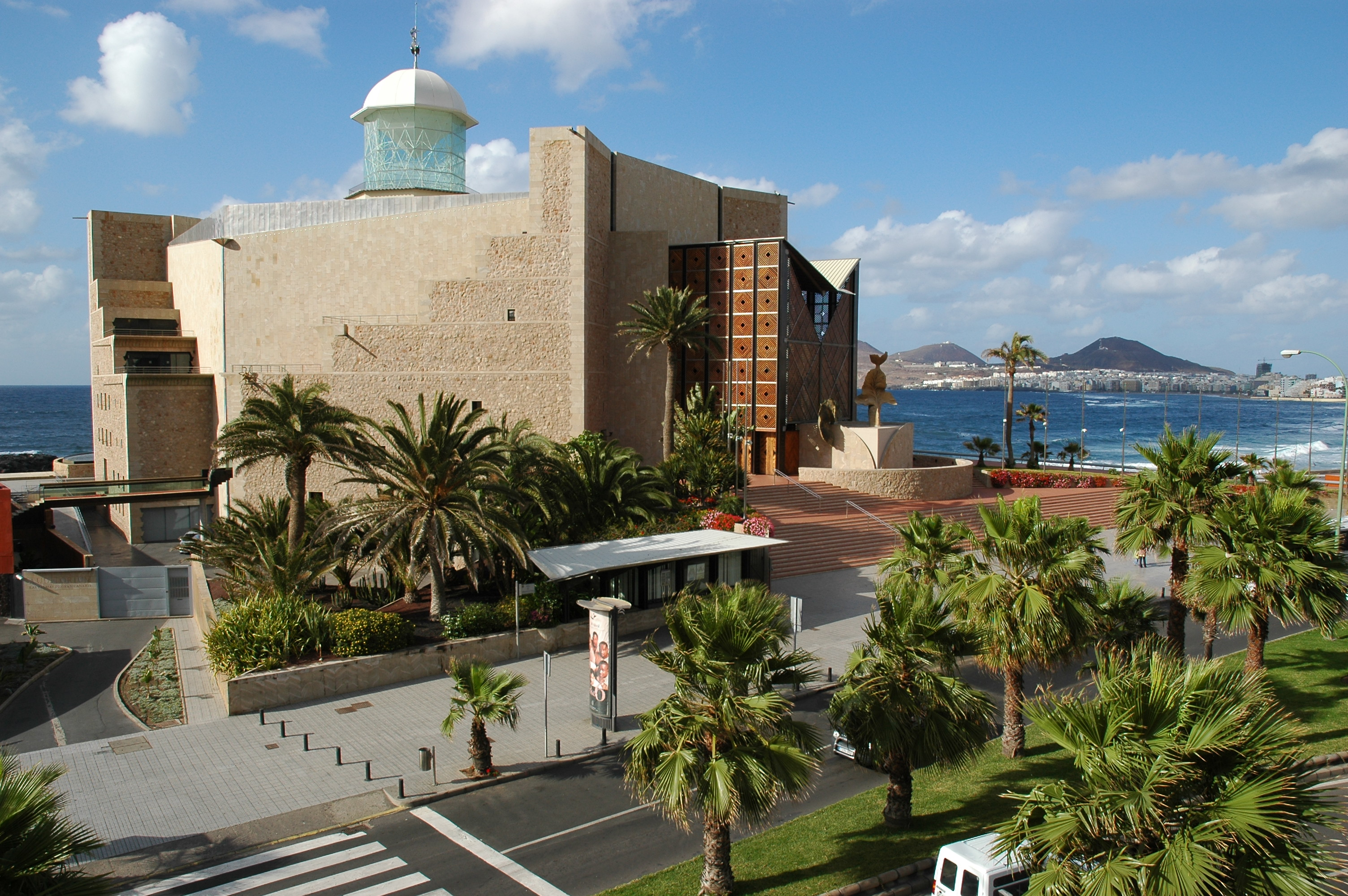
阿尔弗雷多·克劳斯礼堂

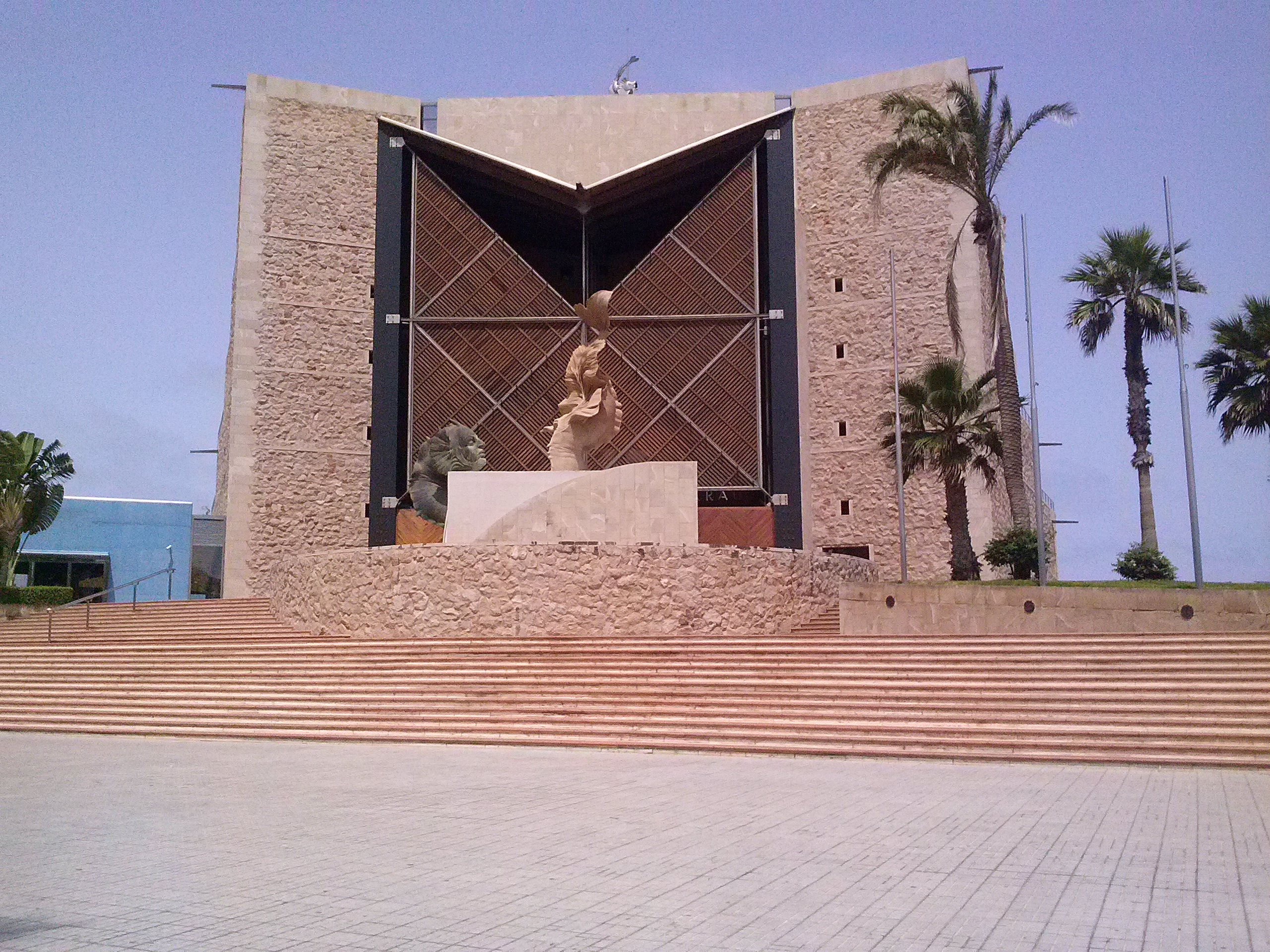
礼堂正面

阿尔弗雷多·克劳斯礼堂（西班牙語：Auditorio Alfredo Kraus），是位于西班牙大加那利岛拉斯帕尔马斯的礼堂，为该市独特的建筑物之一。建筑师为奥斯卡·图斯克茨，建于1993至1997年间，并在1997年12月5日开放。当时盖这幢建筑物的一个想法是建一个防护拉斯坎特拉斯海滩的灯塔。礼堂已本地出名的男高音歌唱家阿尔弗雷多·克劳斯而命名。在主厅管弦乐队的后面有一扇约100平方米的巨大窗户，观众在听音乐会的时候可以眺望大西洋。
每年在阿尔弗雷多·克劳斯礼堂举办拉斯帕尔马斯国际电影节及加那利群岛国际音乐节等各种艺术、比赛、展览、会议等活动。礼堂也是大加那利爱乐乐团的总部所在地。
在礼堂建筑群里也是加那利会议中心的所在地。